# Valencia E-Prix
Der Valencia E-Prix ist ein Automobilrennen der FIA-Formel-E-Weltmeisterschaft in Valencia, Spanien. Es wurde erstmals am 24. April 2021 im Rahmen der FIA-Formel-E-Weltmeisterschaft 2020/21 ausgetragen.

## Geschichte
Im Oktober 2017 trug die Formel E ihre kollektiven Testfahrten vor Saisonbeginn zum ersten Mal in Valencia aus. Damit verließ die Elektroserie nach drei Jahren die kurvige Strecke im englischen Donington. In Valencia nutzte die Formel E zunächst den aus der MotoGP bekannten Circuit Ricardo Tormo in der nationalen Variante – zuzüglich einer neuen Schikane auf der Start-Ziel-Geraden. Über die Jahre hinweg passte die Formel E den Kurs mehrfach minimal an.
Weil der Paris E-Prix 2021 aufgrund der anhaltenden Coronavirus-Pandemie nicht wie geplant stattfinden konnte, übernahm Valencia den Termin der französischen Hauptstadt im Rennkalender der FIA-Formel-E-Weltmeisterschaft. Somit fand am 24. April 2021 zum ersten Mal überhaupt ein E-Prix auf spanischem Boden statt. Für das Rennen verwendete die Rennserie eine neue Streckenführung, die vom bekannten Layout der alljährlichen Testfahrten abwich.

## Ergebnisse
| Auflage | Jahr    | Strecke               | Sieger                                     | Zweiter                                           | Dritter                                        | Pole-Position                           | Schnellste Runde                      |
| ------- | ------- | --------------------- | ------------------------------------------ | ------------------------------------------------- | ---------------------------------------------- | --------------------------------------- | ------------------------------------- |
| 1.1     | 2020/21 | Circuit Ricardo Tormo | Nyck de Vries (Mercedes-EQ Formula E Team) | Nico Müller (Jaguar Racing)                       | Stoffel Vandoorne (Mercedes-EQ Formula E Team) | António Félix da Costa (DS Techeetah)   | Robin Frijns (Envision Virgin Racing) |
| 1.2     | 2020/21 | Circuit Ricardo Tormo | Jake Dennis (BMW i Andretti Motorsport)    | André Lotterer (TAG Heuer Porsche Formula E Team) | Alex Lynn (Mahindra Racing)                    | Jake Dennis (BMW i Andretti Motorsport) | Alexander Sims (Mahindra Racing)      |